# Clavatula coronata
Clavatula coronata é uma espécie de gastrópodes do gênero Clavatula, pertencente a família Clavatulidae.